# Bonus (patrician)
Patricianul Bonus (în limba greacă: Βῶνος sau Βόνος, mort în 627) a fost un om de stat bizantin și general, un asociat apropiat al împăratului Heraclius I (care a domnit în perioada 610 - 641). Bonus a jucat un rol important în apărarea cu succes a Constantinopolului în timpul asediului avaro-persan din 626.